# Luciferian Light Orchestra
Luciferian Light Orchestra – album projektu Luciferian Light Orchestra, założonego przez Christofera Johnssona (lidera zespołu Therion), wydany 30 kwietnia 2015.
Styl utworów, które mają być wykonywane przez Luciferian Light Orchestra, odbiega od tego, jaki prezentuje Therion. Jak powiedział Johnsson, jest to styl, który miałby Therion, gdyby Theli nie został wydany jako album symfoniczny (ponieważ ten charakter zdobył dla Theriona sławę i zadecydował o statusie na scenie muzycznej) i gdyby w konsekwencji Johnsson kierował się inną pasją, czyli muzyką lat 70. Album Luciferian Light Orchestra jest inspirowany rockiem z lat 70., ma starsze brzmienie, „mroczne”, bardziej okultystyczne.
Album nagrano w Polar Sutdios. Realizatorem nagrań był Lennart Östlund, współpracownik Led Zeppelin i ABBY.

## Lista utworów
Zestawienie utworów z albumu:
1. „Dr. Faust On Capri” – 4:24
2. „Church Of Carmel” – 3:50
3. „Taste The Blood Of The Altar Wine” – 3:08
4. „A Black Mass In Paris” – 3:13
5. „Eater Of Souls” – 2:22
6. „Venus In Flames” – 4:57
7. „Sex With Demons” – 3:39
8. „Moloch” – 3:50
9. „Dante And Diabaulus” – 4:23
10. Untilted - 4:27
11. "Evil Masquerade" - 3:24 (utwór dodatkowy)

## Twórcy
Muzycy
- Christofer Johnsson – gitara, organy Hammonda, instrumenty klawiszowe, wokal,
- Mina Karadzic – wokal[1].

Przy tworzeniu albumu Johnsson współpracował z dwoma perkusistami, pięcioma gitarzystami, dwoma klawiszowcami, trzema muzykami grającymi na organach Hammonda i dziewięcioma wokalistami. Wiadomo, że część z nich to byli członkowie Theriona.
Produkcja
- Lennart Östlund – realizacja nagrań, miksowanie[1].